# Презиме (албум)
Презиме је седми албум Османа Хаџића, издат је 2002. године за издавачке куће Gold Music и JVP Vetrieb AG. Осман Хаџић је био извршни продуцент, док су Александар Кобац и Драган Ташковић Ташке били музички продуценти.

## Списак песама
| №   | Назив                | Трајање |  |
| 1.  | Моја кућа крова нема |         |  |
| 2.  | Ти мене не волиш     |         |  |
| 3.  | Рана ко рана         |         |  |
| 4.  | Презиме              |         |  |
| 5.  | Дуго ниси била ту    |         |  |
| 6.  | Пустите ме           |         |  |
| 7.  | Бона                 |         |  |
| 8.  | Заборави мој број    |         |  |
| 9.  | Сањао сам            |         |  |
| 10. | Опрости ми           |         |  |
| 11. | Дуњо моја            |         |  |
| 12. | Запалићу све кафане  |         |  |